# Faro Punta Purpoise
El Faro Punta Purpoise es un faro perteneciente a la red de faros de Chile ubicado en la Región de Magallanes.